# 川上峡

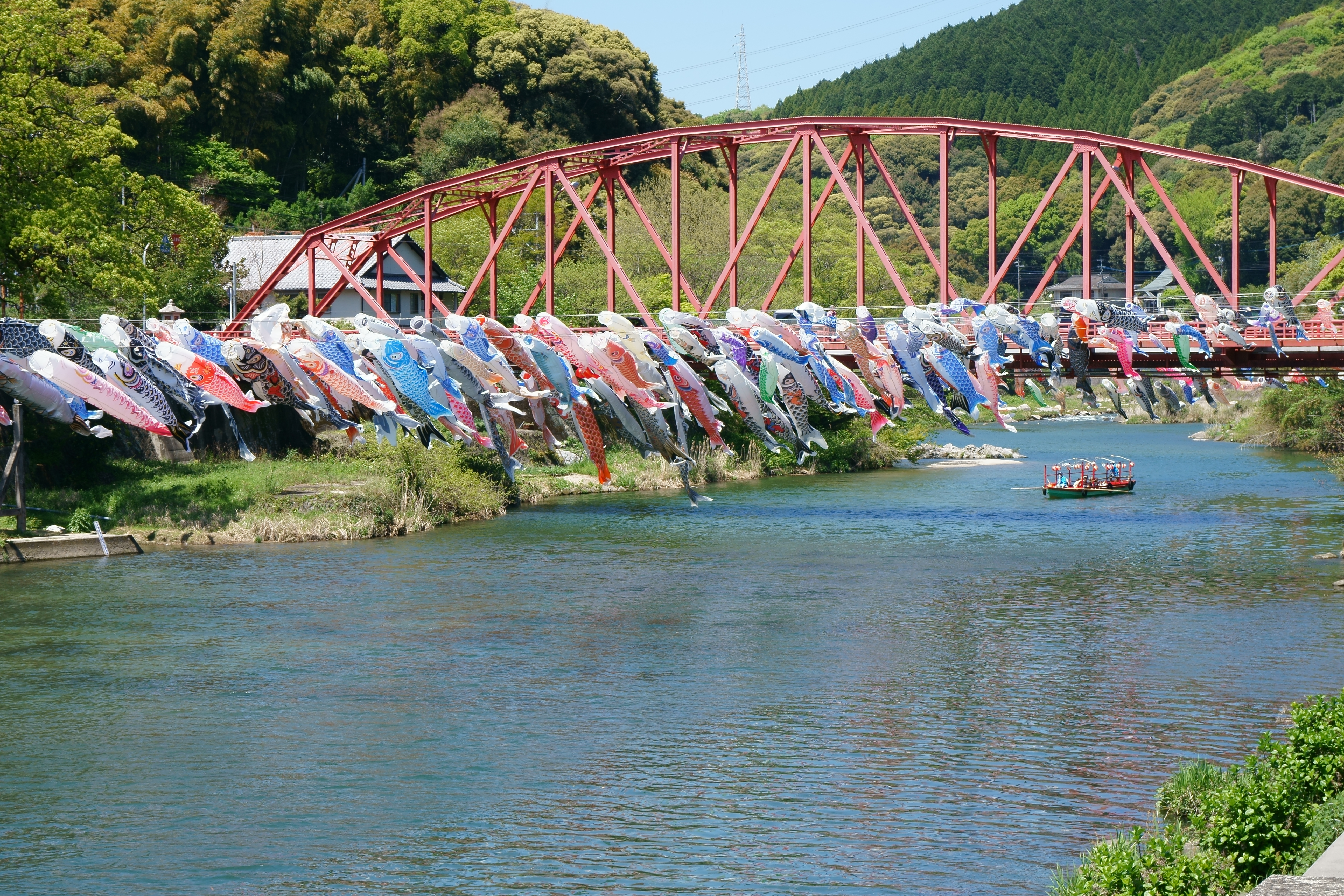
官人橋・鯉のぼりと川下り

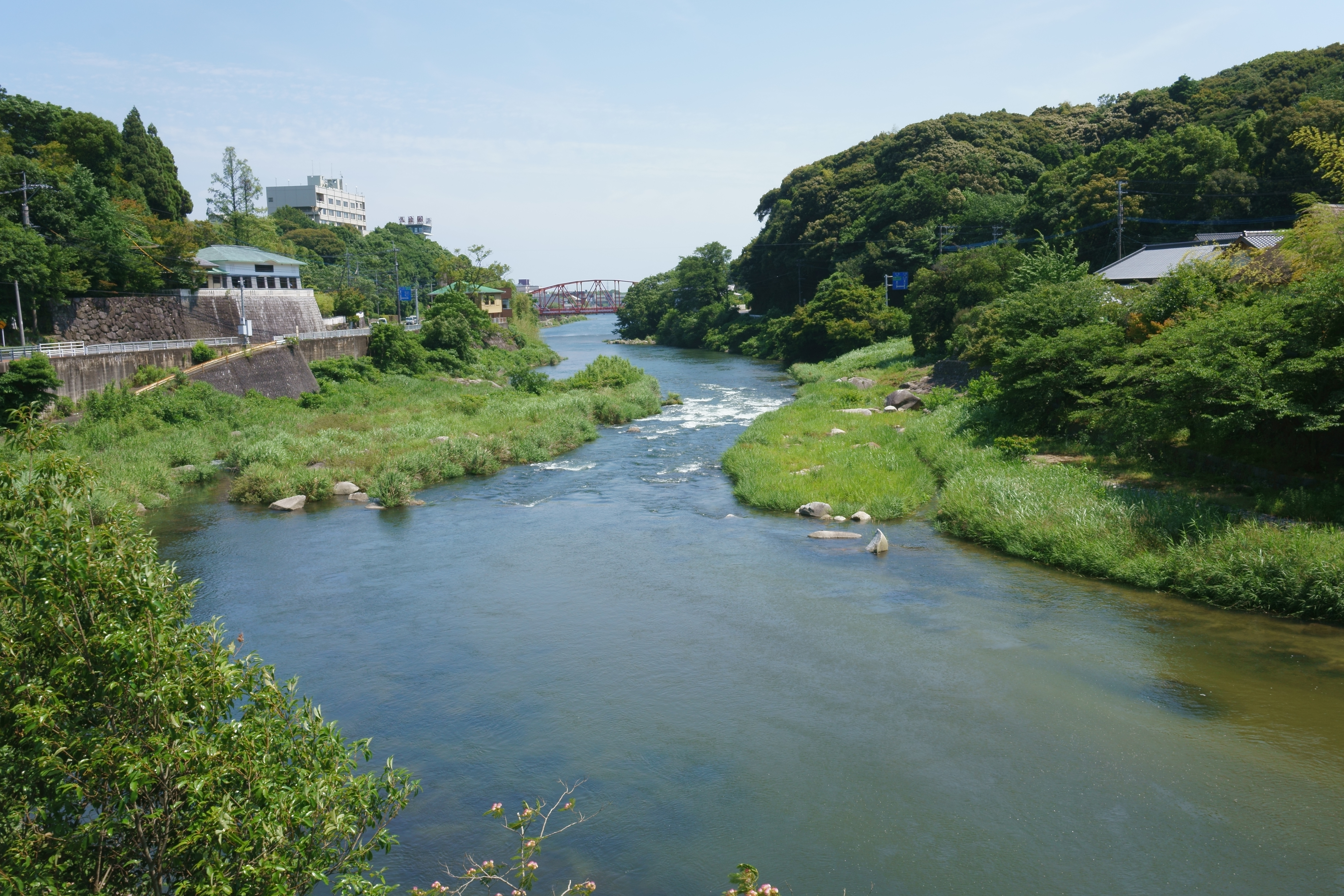
上流側より官人橋を望む

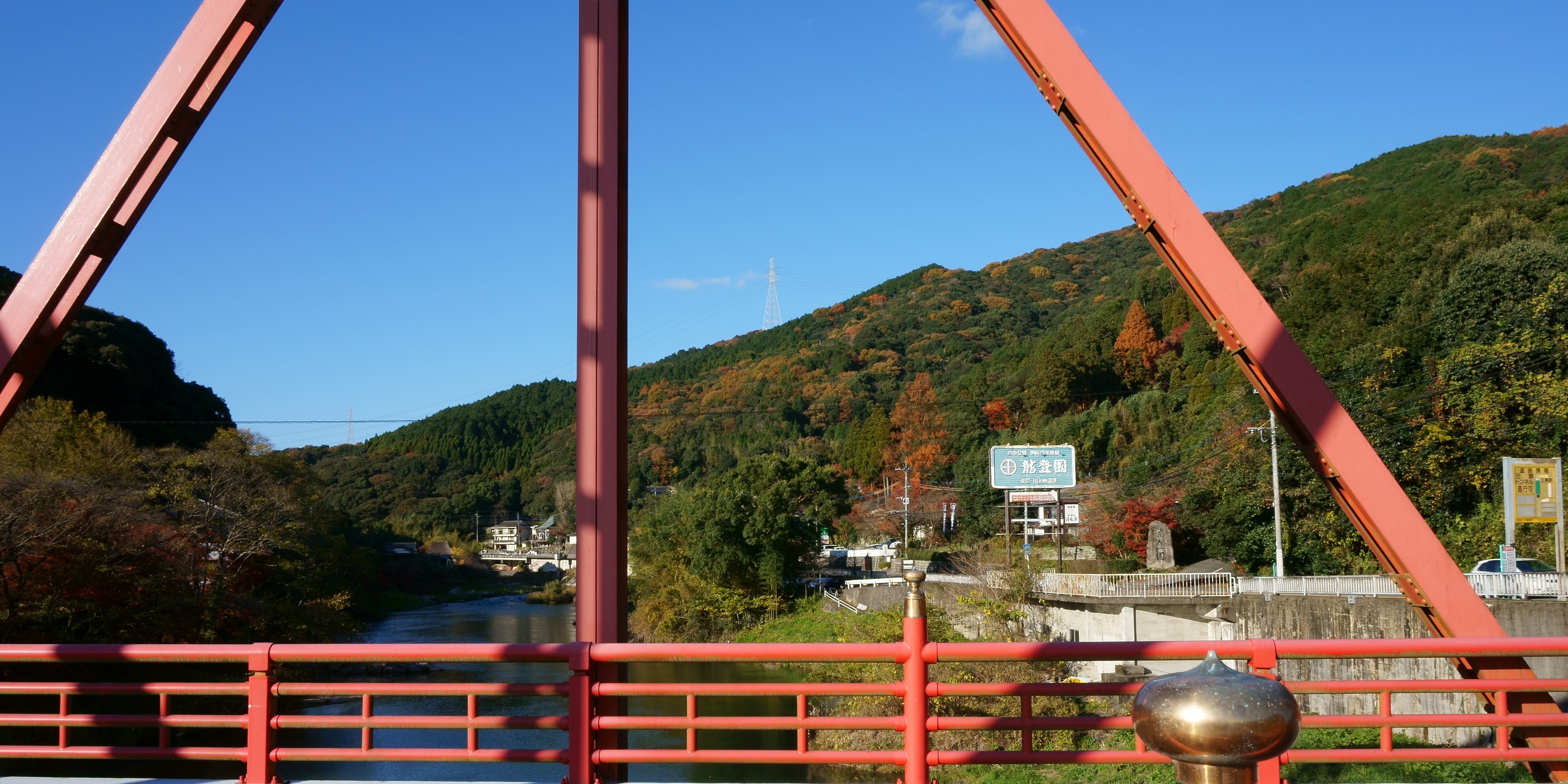
十可苑付近の遠望

川上峡（かわかみきょう）は佐賀県佐賀市大和町（旧佐賀郡大和町）にある渓谷。一般に知られる奇岩、奇勝、瀑布、淵が連続する渓谷とは異なり、両側に山が差し迫ってその間を川上川（嘉瀬川上流部）が滔々と流れる。京都の嵐山を彷彿とさせる景観から、九州の嵐山や肥前嵐山と呼ばれる官人橋付近は景勝地（形勝の地）で、1927年（昭和2年）には日本百景の河川に選ばれ、一帯は、1975年（昭和50年）12月12日に川上金立県立自然公園の一部に指定されている。
1953年（昭和28年）3月に、元の橋の約80m上流に、橋長66m・高さ11mの赤錆色の鉄製ワーレントラス橋の官人橋（明治まで勧進橋と表記）が架設された。官人橋周辺では、春は桜のほか、数百体の鯉のぼりを泳がせ風雅で、夏場は納涼の花火大会、秋は紅葉など四季折々の変化を見せる。また、川上峡温泉が湧出していることから、観光拠点としても利用されており、年間の行楽客は多い。この一帯で売られる白玉饅頭はこの温泉地、渓谷の名物となっている。川上峡音頭がこの地域の盆踊りなどで継承され、春は川上峡春まつり（こいのぼりの吹流し）、夏は川上峡花火大会や灯籠流しが毎年開催されている。

## 歴史
16世紀、肥前国において勢力を伸ばそうとしていた戦国大名の龍造寺隆信の軍と対立した山内地方を支配していた肥前三瀬城主神代勝利軍は、1561年（永禄4年）に川上峡合戦が起こり、龍造寺軍が勝利し山内地方に勢力を広げた。

## 周辺施設
- 佐賀大和IC
- 與止日女神社（淀姫神社、河上神社）
- 実相院
- 道の駅大和
- 川上峡温泉
- 熊の川温泉
- 古湯温泉
- 国道263号
- 国道323号
- 巨石パーク（金敷城山）
- 肥前国庁跡歴史公園・資料館
- 印鑰神社